# 마쓰다이라 노부쓰라
마쓰다이라 노부쓰라(일본어: 松平信亨, 1746년 3월 19일 ~ 1796년 10월 12일)는 일본 에도 시대의 다이묘로, 가미노야마번의 4대 번주이다. 3대 번주 마쓰다이라 노부마사의 맏아들로 태어났으며, 어릴적 이름은 후유마쓰(冬松)이고, 통칭은 간시로(勘四郎)이다.
호레키 11년(1761년), 아버지 노부마사가 사망하자 가문을 계승하여 번주가 되었다. 호레키 12년(1762년) 12월 28일, 종5위하, 야마시로노카미에 서임되었다. 그 후 오사카 가반, 바깥 사쿠라다 문 수비 당번 등을 역임하였으나, 원래 와카와 하이쿠, 서화에 능한 문화인이었기 때문에 점차 그쪽 세계에 빠져들면서 정치를 돌아보지 않아, 번 재정의 궁핍을 초래했다. 이 때문에 번 내에서는 가신들이 번 통치 개혁의 주도권을 놓고 다투었다.
메이와 8년(1771년), 번 재정 개혁을 위해 가혹한 토지 조사를 실시하여 연공액의 인상을 꾀하였으나, 농민들의 극심한 반대로 실패하였다. 안에이 9년(1780년)에는 번 통치에 신경쓰지 않는 노부쓰라를 강제 은거시키려는 가신단의 음모가 발각되었고, 이러한 일련의 소동이 막부에 알려지면서, 간세이 2년(1790년) 2월 20일, 막부의 명에 의해 거의 강제적으로 맏아들 노부후루에게 번주직을 물려주고 은거하게 되었다. 하지만 은거 이후에도 화려한 생활을 보냈다고 한다. 간세이 8년(1796년)에 51세로 사망하였다.
| 전임 마쓰다이라 노부마사 | 제4대 가미노야마번 번주 (후지이 마쓰다이라 가문) 1761년 ~ 1790년 | 후임 마쓰다이라 노부후루 |